# Žulebino (stanice metra v Moskvě)
Žulebino  (rusky Жулебино) je stanice moskevského metra na Tagansko-Krasnopresněnské lince. Stanice byla zprovozněna spolu s celým úsekem Vychino - Žulebino. Nachází se mezi stanicemi Lermontovskij prospekt a Kotělniki, do 21. září 2015 byla konečnou stanicí linky. Je pojmenována po přilehlém mikrorajonu.

## Charakter stanice
Stanice Žulebino se nachází v čtvrti Žulebino (Жулебино) pod křižovatkou ulic Generala Kuzněcova (Генерала Кузнецова) a Aviokonstruktora Milja (Авиаконструктора Миля) za Moskevským dálničním okruhem. Stanice disponuje dvěma podzemními vestibuly, severní je propojen s nástupištěm pomocí eskalátorů a výtahu a jižní je propojen s nástupištěm pomocí schodiště a výtahů. Východy ze severního vestibulu směřují na obě strany ulice Generala Kuzněcova, východy z jižního vestibulu jsou směřovány na všechny strany křižovatky ulic Generala Kuzněcova a Aviokonstruktora Milja. Severní vestibul směřující na stranu centra Moskvy je zbarven do červeno-oranžové barvy, zatímco jižní je laděn do zelené barvy. Na sloupech na nástupišti je použit barevný přechod právě od červeno-oranžové přes žlutou po zelenou barvu v celkem devíti odstínech. Místo obvyklého mramoru a žuly jsou stěny stanice obloženy keramikou a kovovými panely se zrcadlovým pokrytím, které je odolné před vandaly.